# François Louis de Bourbon, prins de Conti
François Louis de Bourbon, prins av Conti, född 30 april 1664, död 22 februari 1709, var en fransk prins.

## Biografi
François Louis de Bourbon var son till Armand de Bourbon och Anna Maria Martinozzi, och farfar till Louis François de Bourbon. Han gifte sig 1688 med Marie Thérèse de Bourbon.
I sin ungdom antogs prinsen av Conti genom sin goda uppfostran, sin stora begåvning och sin älskvärdhet, bestämd att spela en stor roll inom fransk politik. Genom sin självständighet och frispråkighet råkade han dock i onåd hos Ludvig XIV och fick inga högre poster, trots att han utmärkte sig i pfalziska tronföljdskriget.
1697 understödde dock kungen hans kandidatur till polska kronan, och vid valet fick prinsen av Conti majoriteten av rösterna. Prinsen var dock ganska ointresserad av att avlägsnas från det franska hovlivet och fördröjde därför sin avfärd, och då han slutligen på en fransk flotta ankom till Danzig hade hans rival August av Sachsen blivit krönt och fått överhanden, och prinsen måste återvända. 1709, efter motgångarna i spanska tronföljdskriget, gav Ludvig XIV honom slutligen befälet över huvudarmén i norra Frankrike men innan fälttåget började avled prinsen av Conti.